# Medicinsk geologi
Medicinsk geologi är en ny[när?] gren av geovetenskapen som handlar om hur geologin påverkar människors hälsa. Radon i berggrunden och arsenik i vattnet är två exempel.
Det är inte alltid människan som är orsaken när det gäller miljökatastrofer. Geologin, vår naturliga miljö, påverkar vår miljö och även vår hälsa i högre utsträckning än de flesta av oss är medvetna om och kan vara farligare än vi tror, men är också livsnödvändig för våra levnadsbetingelser. Medicinsk geologi studerar hur naturliga geologiska faktorer påverkar vår hälsa och handlar om hur olika ämnen som finns naturligt i berg, jord och vatten kan orsaka sjukdomar hos människor och djur.
Det finns livsnödvändiga element i naturen som vi inte kan klara oss utan, till exempel kalcium, magnesium, kalium, natrium, krom, koppar, fluor, jod, järn, mangan, molybden, selen och zink. Berggrunden och jordarna kan vara en direkt risk för djurs och människors hälsa om de innehåller för höga metallhalter, men även om de innehåller för låga halter vilka kan ge upphov till bristsituationer. Geologin har alltså påverkan på vår hälsa. Över 5 miljarder människor på jorden är påverkade av radon, tungmetaller, arsenik, vulkangaser, stoftstormar, jod, fluor etc.[källa behövs] Verksamheten inom medicinsk geologi har vuxit kraftigt internationellt och den inleddes av Olle Selinus i slutet av 1990-talet.

## Medicinsk geologi i Sverige
I Sverige finns många exempel på hur geologin kan påverka hälsan. De naturliga arsenikhalterna i delar av Västerbotten är mycket höga i marken och kadmiumhalterna är höga i delar av Skåne. Även bland annat sulfidleror eller svartmockor längs våra kuster och i Mälardalen släpper från sig höga halter av metaller när de bearbetas. Ibland är det med andra ord bättre att låta marken ligga orörd om man vet att den innehåller giftiga ämnen som kan komma ut i vattendrag och sjöar. Man får inte heller glömma hälsoeffekterna av radon. Radon härstammar från radioaktiva uranhaltiga graniter. Det är välkänt att radon kan förorsaka lungcancer. 
Medicinsk geologi bygger på ett nära samarbete med medicinsk, veterinärmedicinsk, epidemiologisk, toxikologisk och metallbiologisk expertis. Detta sker både i Sverige och också internationellt av Sveriges geologiska undersökning (SGU).

## Internationella exempel
I Bengalen i Indien och Bangladesh finns exempel på hur geologin kan förorsaka allvarliga hälsoproblem. Byborna i dessa områden har tidigare använt ytvatten för bevattning av sina grödor. Nu har man fått hjälp med internationella biståndsorgan att borra brunnar. Dessa framsteg har emellertid förorsakat en mänsklig katastrof. Sedimenten innehåller arsenik och genom det kraftiga upptaget av vatten har arseniken mobiliserats och kommit ut i vattnet som då innehåller mycket höga halter av arsenik och minst 200 000 människor har blivit arsenikförgiftade i mer än 400 byar. Vissa källor menar nu att så många som 40 miljoner människor har förgiftats.[källa behövs]
Redan i början av 1900-talet kände man till att höga fluorhalter i dricksvatten kunde leda till fluoros. Samtidigt leder en måttlig förhöjning till starkare tänder. På många ställen i Indien, Kina och Afrika förekommer höga halter vilket leder till allvarlig fluoros med ben- och leddeformiteter och invaliditet.
När det gäller brist på jod är struma en allvarlig sjukdom på många ställen i världen. Exempel på områden där struma fortfarande förekommer är runt stora sjöarna i USA, Kongo, Nya Guinea, Himalaya, Anderna, Schweiz, delar av England, Irland, Lettland, Egypten, Indien, Indonesien, Kina. Gemensamt för alla dessa områden är de mycket låga jodhalterna i dricksvatten, vilket i sin tur beror på låga halter i berggrunden men också avståndet till havet. Emellertid kan man undvika bristen på jod genom att använda chilesalpeter som gödningsmedel, gödningsmedel som baserar sig på fisk, tillsätta jod i salt, med mera.
En betydande del av världens befolkning använder sig av kol för uppvärmning och matlagning. I Kina löper till exempel ett par hundra miljoner människor risk att bli arsenikförgiftade på grund av höga arsenikhalter i kolet. Hela byar har drabbats av cancer på grund av detta. 
Ett nyligen uppmärksammat problem är stoftstormar från Sahara och Gobi som påverkar stora delar av jorden och även Skandinavien och förorsakar sjukdomar. Man antog tidigare att de sjukdomar, framförallt luftvägssjukdomar, som följer i deras spår beror på partiklarna som följer med vinden. Emellertid har man konstaterat att mer än 130 olika mikroorganismer följer med partiklarna och dessa förorsakar problem där molnen drar fram. 
Geofagi eller jordätning, är uppmärksammat och är mycket utbrett framförallt i Afrika men även Sydamerika och Asien. Orsaken till detta vet man inte med säkerhet, om det är ett kulturellt betingat beteende eller om man har ett behov av de näringsämnen som finns i jordarna. Framförallt gravida kvinnor i dessa regioner praktiserar geofagi. Men jordarna kan även innehålla onyttiga beståndsdelar som tungmetaller, mikroorganismer etc som man inte har kontroll över.

## Internationellt nätverk och kursverksamhet
Sverige leder den internationella utvecklingen med ett nätverk bestående av mer än 90 länder. Sedan detta internationella arbete påbörjades i mitten av 1990-talet har en snabb internationell utveckling skett. Geologins påverkan på hälsan hos människor och djur är ett område som växer snabbt internationellt. International Council of Science (ICSU) och Unesco har finansierat en omfattande kursverksamhet i medicinsk geologi. Detta har medfört ett nära samarbete med USA:s geologiska undersökning (USGS) och US Armed Forces Institute of Pathology (AFIP).
En internationell organisation bildades i januari 2006: International Medical Geology Association (IMGA). 